# 有名人ギャップ大賞
『有名人ギャップ大賞』（ゆうめいじんギャップたいしょう）は、フジテレビ系列で2016年に『土曜プレミアム』枠などのゴールデンタイム・プライムタイムで全2回放送されたバラエティ番組。

## 概要
当番組は今の時代をときめく人気有名人の知られざる意外な過去を、貴重な映像と共に紐解く番組である。

## 出演者

### MC
- 雨上がり決死隊
  - 宮迫博之
  - 蛍原徹

### 進行
- 加藤綾子（フリーアナウンサー）

## 放送日・ゲスト一覧
| 回数  | 放送日                   | 放送時間（JST） | ゲスト | 備考                                                      |
| ----- | ------------------------ | --------------- | --- | --------------------------------------------------------- |
| 第1弾 | 2016年1月30日（土曜日）  | 21:00 - 23:10   | おかずクラブ、具志堅用高、コロコロチキチキペッパーズ、篠原信一、 スピードワゴン、高橋茂雄、ダレノガレ明美、土田晃之、 出川哲朗、とにかく明るい安村、トレンディエンジェル、博多大吉、 橋本マナミ、彦摩呂、ピスタチオ、藤田ニコル、 前園真聖、村本大輔、矢口真里          | 『土曜プレミアム』枠で放送。                              |
| 第2弾 | 2016年10月12日（水曜日） | 21:00 - 23:18   | 加藤諒、カンニング竹山、菊地亜美、小峠英二、 小宮浩信、サンドウィッチマン、スピードワゴン、滝沢カレン、 武田梨奈、出川哲朗、永野、矢口真里、 ゆりやんレトリィバァ、ラブリ、りゅうちぇる、レッド吉田、 小島よしお、斎藤工、斎藤司、橋本マナミ、 藤田ニコル、ベイカー茉秋 | 『世界の何だコレ!?ミステリー』との合体スペシャルの第2部。 |

## スタッフ
第2弾（2016年10月12日）放送分
- 編成企画：南條祐紀
- 監修：たぐちゆたか
- ナレーター：平野義和、服部伴蔵門
- 構成：石原健次、尾首大樹、カツオ、堀江B面、山本太蔵、高尾龍一
- TP：辻本豊
- TD/SW：先崎聡
- CAM：古俣智則
- VE：藤崎康広
- 音声：吹野真穏
- 照明：黒井宏行
- 美術プロデューサー：清水久
- 美術デザイナー：勝藤俊則
- 装置：鈴木匡人
- 操作：新木大介
- 電飾：阿部達矢
- アクリル装飾：原弥生子
- 生花：石井信彦
- メイク：椎谷紗也子（M）
- 編集：七五三吉洋・斉藤良太（いずれもヌーベルアージュ）
- MA：安河内隆文（ヌーベルアージュ）
- 音響効果：松長芳樹（デジタルサーカス）
- TK：HERA
- タイトルCG：渡部佳宣
- HP：ヒットスタジオ
- リサーチ：犬山智香子、ライターズ・オフィス
- 広報：山本麻祐子
- 協力：fmt、アックスほか
- AD：鈴木寛人、外山由佳、宮原康範、若林裕一朗、山外翼
- AP：杉原亮一、勝又郁乃、松山純子、牧野由佳
- ディレクター：北島清次、持田謙二、市村智哉、近藤創、麻生裕久、池山喜勇、大森亮平、真木大輔、石丸達也、阿部和孝
- 演出：中嶋亮介、池田哲也
- プロデューサー：井手康行、渡邊仁美
- チーフプロデューサー：髙松明央
- 企画制作：フジテレビ
- 制作著作：オクタゴン

### 過去のスタッフ
- ナレーター：服部潤（第1弾）
- VE：横井甲児（第1弾）
- 照明：堀田耕二（第1弾）
- 美術デザイナー：宇野宏美（第1弾）
- 美術制作：若松真夢（第1弾）
- 操作：岩尾匡介（第1弾）
- アクリル装飾：鈴木正樹（第1弾）
- 生花：後藤千鶴（第1弾）
- メイク：田中智子（第1弾）
- 編集：加藤裕也（ヌーベルアージュ、第1弾）
- MA：高山元（ヌーベルアージュ、第1弾）
- TK：大島倫子
- 広報：瀧澤航一郎（第1弾）
- AD：鈴木寛人、高山倖典、ペ・スンヨン（鈴木・高山・ぺ→第1弾）
- AP：済本明里、東山剛、寄元沙織、見留晴絵（済本～見留→第1弾）
- ディレクター：川口智久、佐古俊介、中広周平、久野和洋（川口～久野→第1弾）
- プロデューサー：白鳥秀明（第1弾）